# ズボンシネク - グーベン線
ズボンシネク - グーベン線（ポーランド語: Linia kolejowa Zbąszynek–Gubin）はポーランド共和国ルブシュ県ズボンシネクとドイツ連邦共和国ブランデンブルク州グーベンを結ぶ鉄道路線である。電化区間はズボンシネク - チェルヴィエニスク間である。

## 歴史
1870年6月26日にこの路線はマルク＝ポーゼン鉄道会社（Märkisch-Posener Eisenbahn-Gesellschaft, MPE）により開通した。ハレ - グーベン線およびMPE鉄道本線を合わせてコトブスとポーゼン（現在ポズナン）の間に鉄道路線が建設された。
ヴェルサイユ条約によりズボンシン市はポーランドの国境都市となって、ボムスト（現在バビモスト） - ズボンシン間はフランクフルト - ポズナン区間の移設に従って、ボムスト - ノイベンチェン（現在ズボンシネク）区間に移設された。新しい主要乗り換え駅のノイベンチェン駅は設置されたのちに、駅周辺にドイツの鉄道および税関職員向けの市街地が形成した。この路線にはポーランド方面の列車はそれより先まで運行される列車がなく、ノイベンチェン駅での乗り換えが必須となった。第二次世界大戦の開戦とドイツのポーランド占領の後に、ライプチッヒ・ハレ方面とケーニヒスベルク方面の遠距離特急列車はこの路線を経由した。
1945年に国境線はオーデル・ナイセ線で確定されて、この路線の場合、ナイセ川（ルジツカーニサ川）鉄道橋に画定された。路線運営はポーランド国営鉄道 (PKP) により継承されて、2番目の線路は撤去された。グーベンの分割後、ポーランド部分の東側ではグビン駅が新設され、旅客列車の終着駅となった。ただし貨物列車はこの路線を経由して、国境を通過した。
1972年に東ドイツとポーランドの間に査証免除の交通編は導入されて、この路線に国際列車は運行された。しかしポーランドの労働組合「連帯」抵抗運動は激しくなって、1981年に東ドイツ方面の列車は運行停止となった。
1996年にグーベン方面の旅客列車運行は再開された。2002年10月に旅客列車はチェルヴィエニスク - グーベン区間で運行停止となった。2008年5月にルブシュ県はブランデンブルク州と、その区間に旅客列車運行を再開しコトブスからジェロナグラまで運行することに合意した。
2013年6月にチェルヴィエニスクに三角線が開通して、ズボンシネク駅からジェロナグラ駅に向かう急行列車は列車のスイッチバックをせずに運行できるようになった。2022年までにズボンシネク - チェルヴィエニスク間の最高速度は120 km/hに上昇した。

## 運行形態
- 普通列車（RB92）: ジェロナグラ - チェルヴィエニスク - ニェトクーフ - ラスキ - チエンニツェ - クロスノオドジャニスキエ - ヴェンジスカ - ヴァウォヴィツェ - グビン - グーベン[7]。